# Crowded (Série de TV)
Crowded é uma sitcom americana criada por Suzanne Martin do gênero comédia. A produção executiva fica por conta de Martin, Sean Hayes e Todd Milliner, através da Hazy Mills Productions, e é produzida em associação com Universal Television. Assim como sua outra série Hot in Cleveland, Crowded também é uma série multi-câmera e gravada em frente à uma plateia ao vivo. A série recebeu sinal verde pela NBC dia 7 d Maio de 2015. A série estreou dia 15 de Março de 2016. No dia 13 de Maio, a NBC anunciou o cancelamento da série.

## Enredo
O casal Mike (Patrick Warburton) e Martina Moore (Carrie Preston), deixa de lado seus planos de saborear sua recém-liberdade quando suas duas filhas crescidas Stella (Mia Serafino) e Shea (Miranda Cosgrove) decidem, de forma inesperada, voltar para casa — junto com os pais aposentados de Mike, Alice (Carlease Burke) e Bob (Stacy Keach).

## Elenco e personagens

### Principal
- Patrick Warburton como Mike Moore
- Carrie Preston como Martina Moore
- Miranda Cosgrove como Shea Moore, filha mais jovem de Mike e Martina e pós graduada em astrofísica.
- Mia Serafino como Stella Moore, filha mais velha do casal. Ela tem uma licenciatura em artes cênicas e está procurando uma forma de usá-la.
- Stacy Keach como Bod Moore, pai de Mike.
- Carlease Burke como Alice Moore, madrasta de Mike.

### Recorrente
- Clifford McGhee como Ethan, filho de Alice e meio-irmão de Mike. Ethan era um jogador de golfe bem sucedido, mas depois de vários maus investimentos, perdeu sua fortuna e se mudou para casa de Mike.
- Sterling Knight como Nate